# 潘克拉茨站
潘克拉茨站是一座布拉格地铁C线的地铁站。此站站名来源是所在的同名城市分区。